# 박극제
박극제(朴克濟, 1951년 7월 27일 ~ , 경상북도 청도군 각북면)은 대한민국의 정치인, 기업인이다. 부산 서구청장을 역임했다.

## 학력
- 동아대학교 정치외교학과 학사
- 동아대학교 대학원 정치학과 박사과정 수료

## 경력
- 한나라당 부산 서구 수석 부위원장
- 16,17대 총선 서구 선거대책본부장
- 1998.07 ~ 2006.03 제3,4대 부산광역시의원(서구 1선거구, 2선, 한나라당)
- 부산시의회 건설교통위원장, 예산결산특위 위원장
- 부산 ~ 거제 거가 대교 조합 회의 의장
- 부산광역시 건축 심의 위원
- 도시주거 환경 정비 기본 계획 자문위원
- 부산 경제 살리기 특별 위원회 위원
- 부산자동차 매매 사업조합 1, 2, 3대(9년) 이사장
- 서구 청년연합회 자문위원장
- 서구 밀양 박씨 종친회 고문
- 한국자유총연맹 서구지부장
- 부산여고 운영위원장
- 부산 대신초등학교 총동창 회장
- 재부 청도향우회 회장
- (주)남일자동차 대표이사
- 부산광역시의회 예결특위원장
- 부산광역시의회 건설교통위원장
- 2006.07.01 ~ 2018.06.30 : 제38, 39, 40대 부산 서구청장(3선, 새누리당)

## 역대 선거 결과
|  | 74.90% |

|  | 0% |

|  | 59.40% |

|  | 0% |

|  | 61.07% |